# Маламуж Олександр В'ячеславович
Маламуж Олександр В'ячеславович, (18 липня 1985, Черкаси — 29 серпня 2014, с. Червоносільське, Амвросіївський район, Донецька область) — український воїн. Солдат резерву. Стрілець 2-го батальйону спеціального призначення Національної Гвардії України «Донбас».

## Біографія

### Життєпис
Народився в сім'ї медиків. Після середньої школи навчався у Черкаському економічно-правовому коледжі на юридичному факультеті, де здобув ступінь «молодший спеціаліст».
З 2004 по 2009 рр. навчався в Національній академії державної податкової служби, яку закінчив магістром права.
Працював юристом в Черкаській обласній податковій адміністрації.
Після проходження військових навчань в с. Нові Петрівці, Вишгородського району, Київської області у липні 2014 року воював в Артемівську, Кураховому та Іловайську у відділенні роти охорони окремого 2-го батальйону спеціального призначення «Донбас» в/ч 3027.

### Обставини загибелі
Ранком 29 серпня 2014 р., під час виходу, так званим, зеленим коридором з Іловайського котла, їхав у кузові броньованої вантажівки КАМАЗ у складі автоколони батальйону «Донбас» по дорозі з с. Многопілля до с. Червоносільське. Коли КАМАЗ вже в'їжджав до с. Червоносільське, по ньому вистрілів російський танк. Кабіну вантажівки розірвало, а потім здетонував боєкомплект у кузові.
Загинув у КАМАЗі, тоді ж загинули Владислав Стрюков — «Стаф», Віктор Дмитренко-«ВДВ», Олег Уляницький — «Контра», Артур Чолокян — «Кавказ», Сергій Дятлов — «СВД», Руслан Рябов — «Руха», Василь Білий — «Лисий». 3 вересня тіло «Руса» разом із тілами 96 інших загиблих у, так званому, Іловайському котлі було привезено до дніпропетровського моргу.
16 жовтня 2014 р. тимчасово похований на Краснопільському цвинтарі м. Дніпропетровська, як невпізнаний герой. Був упізнаний за тестами ДНК. Перепохований 25 березня 2016 р.
Олександр не був оформлений батальйоном «Донбас» у списку в/ч 3027, тож родичам довелося через суд встановлювати юридичний факт його участі в АТО у складі Національної гвардії
Місце поховання: на Алеї Слави учасників АТО на кладовищі № 4 м. Черкаси.

## Нагороди та вшанування
- Нагороджений Почесною відзнакою «За заслуги перед Черкащиною» (посмертно).
- 17 листопада 2016 року — нагороджений відзнакою «Почесний громадянин міста Черкаси»[2].
- У лютому 2018 року черкаська міська рада перейменувала вулицю Олександра Невського у Черкасах на вулицю Олександра Маламужа[3].
- Його портрет розміщений на меморіалі «Стіна пам'яті полеглих за Україну» у Києві: секція 3, ряд 8, місце 20
- Вшановується 29 серпня на щоденному ранковому церемоніалі вшанування українських захисників, які загинули цього дня у різні роки внаслідок російської збройної агресії[4]
- Іловайський Хрест (посмертно)